# Мухаммад Дауд Паштуньяр Хан
Мухаммад Дауд Паштуньяр Хан (пушту محمد داود پښتونیار خان; род. 17 апреля 1949, Кабул) — представитель династии Баракзаев. Пятый сын последнего короля Афганистана Захир-шаха.

## Биография
Мухаммад Дауд Паштуньяр Хан родился 17 апреля 1949 года, в Кабуле. Получил образование в Лицее Эстеклал, а затем в Кабульской военной академии. Во второй половине 1960-х годов командовал 2-м лейтенантским корпусом афганской королевской армии. После ухода из армии он работал пилотом. После свержения монархии в 1973 году, он вместе с семьей уехал в Италию.

## Личная жизнь
Мухаммад Дауд Паштуньяр Хан женился на Фатиме Бегум, 2 февраля 1973 года. Его жена — младшая дочь генерала Мухаммада Ареф Хана, бывшего посла в СССР. Она работала в посольстве Афганистана в Риме. В браке родились один сын и одна дочь. Дочь Мухаммада Дауд Паштуньяр Хана, Ноал Ханум замужем за Мухаммадом Али, старшим сыном Фуада II.